# مجال هابل

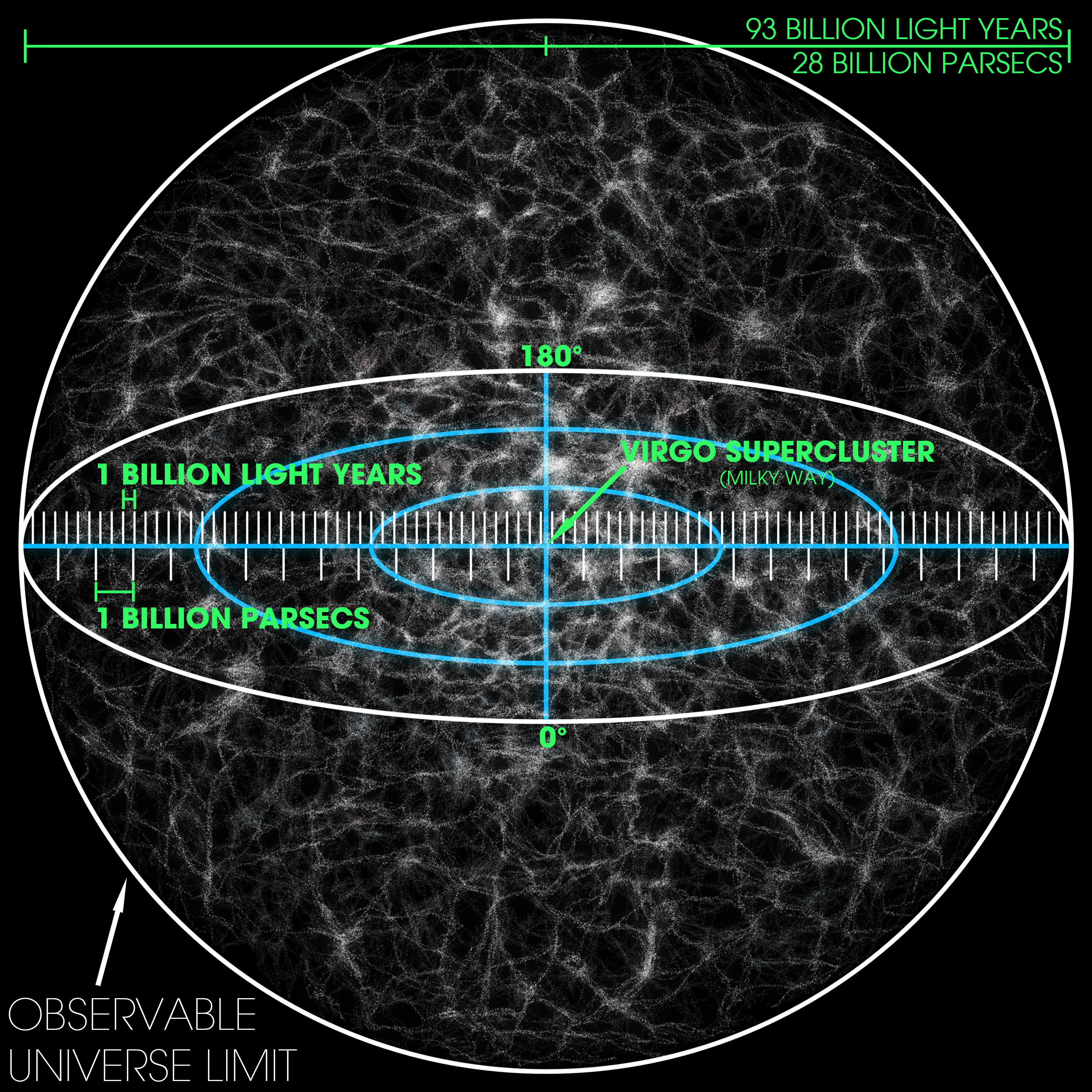

حجم هابل (بالإنجليزية :hubble volume) أو كرة هابل Hubble sphere في علم الفلك، هي منطقة كروية مفترضة من الكون المرئي تحيط بالمراقب وتتراجع الأجسام من خلفها بمعدل أكبر من سرعة الضوء نظراً لتمدد الكون. حجم هابل يساوي تقريباً 3110 سنة ضوئية مكعبة.
القطر المناسب لمجال هابل ( ويعرف أيضا بقطر هابل أو طول هابل ) هو {\displaystyle (C/H0)} مع العلم ان C هي سرعة الضوء و Hо هو ثابت هابل .
ويطلق على حجم هابل بالأفق المايكروفيزيائي، سطح هابل أو حد هابل. وبشكل عام فإن مصطلح حجم هابل من الممكن ان يطلق على أي منطقة من الفضاء تتبع في حجمها القانون : ({\textstyle (C/H0)^{3}} ، وعلى ايَ حال فإن هذا المصطلح كثيرا ما يستعمل (بشكل خاطئ) كمماثل في المعنى لالكون المرئي ، بينما الحقيقة أن الكون المرئي أكبر من «حجم هابل» .

## العلاقة بعمر الكون
قطر هابل (أو طول هابل ) يساوي 14.4 مليار سنة بنموذج لامبدا القياسي  وهو بذلك نوعاً ما أكبر من عمر الكون والذي يساوي 13.8 مليار سنة.

## حد هابل كأفق للأحداث
للأجسام الموجودة عند حد هابل فإن المسافة يننا وبينها لها سرعة تمدد بمعامل c. ، إذا في كون يتماشى مع ثابت هابل فإن الضوء النبعث في الوقت الحاضر من اجسام خارج حد هابل لن يراه المراقب على الأرض، وهذا يعني أن حد هابل يتزامن مع أفق الحدث الكوني (حد يفصل ما بين الأحداث التي يمكن رؤيتها في ولو بعد حين وتلك التي لا يمكن رؤيتها أبداً).